# Adrien VI
Pour les articles homonymes, voir Adrien.
 (juillet 2021).
 (juillet 2021).
- Si vous ne connaissez pas le sujet, laissez ce bandeau (vous pouvez alors contacter les auteurs).
- Si vous supprimez le contenu mis en cause (vous pouvez préalablement contacter les auteurs),

argumentez précisément cette suppression dans la page de discussion
(un manque de référence n'est pas un argument ; une recherche réelle de référence doit avoir été effectuée, être formellement documentée).
Adriaan Floriszoon Boeyens (Adrien Florensz), né à Utrecht aux Pays-Bas le 2 mars 1459 et mort à Rome le 14 septembre 1523, est le 218e pape de l’Église catholique du 9 janvier 1522 au 14 septembre 1523 sous le nom d'Adrien VI (en latin Hadrianus VI, en italien Adriano VI).
Il est également connu comme « Adrien d'Utrecht » ou « Adrien de Tortosa » quand il était au service de Charles de Gand (futur Charles Quint) en Espagne.
Unique pape originaire des Pays-Bas, relevant alors du Saint-Empire romain germanique, il est donc considéré comme le dernier pape allemand avant Benoît XVI, et en tout cas le dernier pape non italien avant l’élection de Jean-Paul II en 1978.

## Jeunesse
D’origine très modeste, Adrien voit son père, un menuisier d'origine allemande, mourir alors qu’il est encore très jeune. Il semble qu’il est alors confié par sa mère à un groupe de Frères de la vie commune qui lui donnent une bonne formation de base, spirituelle (la Devotio moderna) et intellectuelle. À 17 ans, Adrien entre comme étudiant à l'université de Louvain.

## À Louvain: théologien, professeur et recteur
Par vocation et compétence, Adrien est d’abord un théologien et professeur de théologie. Il passe la plus grande partie de sa vie à l’université de Louvain, d’abord comme étudiant et ensuite comme enseignant. Il parcourt toute l’échelle des honneurs académiques. De professeur, il devient recteur en 1493, doyen de l’église Saint Pierre en 1497, de nouveau recteur de l’université en 1501 puis chancelier jusqu’en 1507.
Il a laissé un commentaire du livre des Sentences de Pierre Lombard et des quodlibet sur des questions théologiques alors débattues. Comme théologien, il se montre solide, orthodoxe mais sans originalité. Adrien est déjà respecté comme homme de Dieu et homme d’études.
Ordonné prêtre le 30 juin 1490, il est également chanoine au chapitre d'Anderlecht, de la collégiale  des Saints-Pierre-et-Guidon.

## Précepteur de Charles Quint
En 1507, il est nommé précepteur de l’archiduc Charles d’Autriche, futur empereur Charles Quint, d’abord à Gand (où se trouvait la cour des Pays-Bas bourguignons) puis en Espagne, où Charles Quint, qui l’estime beaucoup, l’emmène comme principal conseiller lors de son accession sur le trône de Castille en 1516. Adrien y est fait archevêque de Tortosa en Catalogne le 18 août 1516 et inquisiteur du royaume d'Espagne. Peu après, le 1er juillet 1517, Charles-Quint lui obtient du pape Léon X le titre de cardinal avec titre de saints Jean et Paul à Rome.
Jouissant de toute la confiance de l’empereur, Adrien était également vice-roi durant les absences de Charles-Quint. L’austère flamand au caractère calme et réfléchi était détesté à la cour d’Espagne, en partie parce qu’il s’y était entouré d’hommes de son pays.

## Conclave de 1522
Le conclave chargé d’élire un successeur à Léon X est une fois de plus divisé en partis intransigeants. La solution est trouvée en l’élection le 9 janvier 1522 d’Adrien Florensz, quasi inconnu des cardinaux et absent du conclave. Un chroniqueur contemporain commenta l’élection ainsi : « Conformément à la décision de Dieu, les cardinaux, jusque-là désunis, ont élu contre leur propre gré Adrien de Tortose qui n’était pas présent au conclave. C’est un homme tout simple, qui ne s’est distingué jusqu’ici que par la crainte de Dieu ; à Louvain il ne vivait que de science ». Et encore : « À la nouvelle de son élection, il n’a donné aucun signe de joie, mais a soupiré profondément ». Le soutien de l’empereur Charles-Quint contribua certainement à son élection.
Mais à Rome c'est la consternation. Adrien n’y est pas connu, et, venant du nord de l’Europe, considéré sans nul doute comme un « barbare », un ennemi, un homme de l’empereur. Le fait qu'il ne soit pas italien est très mal accepté et les cardinaux regrettent vite leur choix. Il surprend également en gardant son nom de baptême et devenant donc Adrien VI.

## Un pontificat court et difficile
Pour des raisons politiques diverses, consistant surtout à éviter les invitations pressantes et intéressées des rois de France et d’Angleterre, Adrien met six mois pour passer d’Espagne à Rome. Il marque même immédiatement son indépendance vis-à-vis de son ancien élève : pas plus que les souverains de France et d’Angleterre, il n’accepte de rencontrer Charles Quint avant de quitter l’Espagne. Le 23 août 1522, il débarque à Livourne, en route pour Rome.
Son style de vie, simple, pieux et austère, impressionne d’abord le peuple romain. Il réduit le nombre de ses serviteurs à quatre (de 100 qu’avait son prédécesseur). Il évite les banquets et se contente d’un plat de viande à sa table. Il se lève la nuit pour réciter l’office divin et se relève à l’aube pour célébrer la messe. Il interdit le port d’armes dans la ville et en expulse les femmes de mauvaise vie. Au lieu de poètes et de bouffons, il s’entoure de pauvres et de malades. L’édification augmente en même temps que l’inquiétude : il est un reproche vivant pour beaucoup.
Adrien VI, théologien classique, est cependant intransigeant sur les questions de doctrine. Luther doit être puni pour ses hérésies et interdit d’enseignement, comme décidé à Worms en 1521. Il est le tout premier pape à reconnaître que les sources de l’hérésie et de l’attraction qu’elle suscite sont à trouver dans le désordre même de la curie romaine et le comportement déréglé de nombreux prélats de l’Église. Lors de son premier consistoire, cinq jours après son arrivée à Rome (1er septembre 1522), il est brutal dans son constat : il faut commencer la réforme par Rome même. Adrien VI s’attaque vigoureusement aux abus (simonie, cumul des bénéfices, etc.), mais il le fait à coups de décrets et ordonnances sans s’entourer suffisamment de soutiens efficaces. Il ne fait rien pour se concilier les sympathies. Même les cardinaux favorables à la réforme de la curie romaine se tournent contre lui : « Il manque d’égards pour le Sacré Collège ».[réf. nécessaire]
De plus, Adrien VI ne possède en rien les manières élégantes si prisées à Rome, ne cherchant d’ailleurs pas à être romain. Il mésestime les chefs-d’œuvre présents dans son palais et commence à les distribuer en cadeaux. Il ne manifeste aucun intérêt pour les arts et la littérature, dont ses prédécesseurs étaient de grands mécènes. Aux yeux de la noblesse romaine, des artistes et de l’intelligentsia en général, Adrien reste un « barbare inculte », un « buveur de bière ». Très rapidement, ce sera le déchaînement contre lui, d’autant plus qu’après avoir limogé les fonctionnaires corrompus de son administration, il s’entoure d’hommes nouveaux, étrangers à Rome et inexpérimentés, tel que Jan van Scorel, qu'il nomma conservateur des collections pontificales du Belvédère. Personnellement intègre, il interdit aux membres de sa famille de venir à Rome pour y chercher près de lui faveurs et bénéfices.
Politiquement, ce n’est pas un succès non plus. Ses tentatives faites pour unir les grandes nations chrétiennes d’Europe contre Soliman et les Turcs qui viennent de prendre Belgrade (1521) et menacent la Hongrie et Rhodes, n’aboutissent à rien. Adrien VI n’a pas l’étoffe d’un chef d’État : les erreurs diplomatiques sont nombreuses. Lorsque, après la chute de Rhodes en 1522, il tente d’imposer une trêve entre les nations chrétiennes (avec menace d’excommunication à la clé) pour faire face au péril turc, il provoque la colère de François Ier qui envahit la Lombardie, forçant Adrien VI à chercher une alliance qu’il ne désirait pas avec les autres souverains, à commencer par l'empereur Charles-Quint.
Sa grande dignité et son sens du devoir (il n’a pas souhaité être pape mais n’a pas songé non plus à refuser la charge) sont illustrés par son attitude lors de l'épidémie de peste qui se déclare à Rome un mois après son arrivée : alors que très rapidement cardinaux, ambassadeurs et tous ceux qui le pouvaient quittent la ville, Adrien VI refuse de les suivre.
Adrien VI crée un seul cardinal Willem van Enckenvoirt lors du consistoire du 10 septembre 1523.
Cependant, vers la fin de sa vie, il lui arrive d’exprimer un regret à un ami : « Comme on serait mieux si j’étais encore paisiblement à Louvain ! » et il meurt le 14 septembre 1523, dans l’indifférence, sinon l'hostilité, générale.
Son pontificat est en général perçu comme une occasion manquée pour la réforme de l’Église. Sur son sarcophage se trouve cette inscription latine : « Proh dolor, quantum refert in quae tempora vel optimi cujusque virtus incidat » (« Quelle douleur de voir la vertu des meilleurs s’exercer en de telles conjonctures ! ») qui est peut-être une citation de Pline le Jeune.

## Anecdotes
L'impopularité d'Adrien VI est l'objet d'une boutade de Diderot dans l'Entretien d'un père avec ses enfants (paru en 1773). Anecdote avérée ou bien inventée par Diderot, ce dernier rapporte que les Romains avaient fait inscrire sur la porte du médecin du pape (mort peu de temps après son arrivée à Rome) l'inscription suivante : « Au libérateur de la patrie ». Le philosophe raille ici autant l'incurie des médecins que l'impopularité d'Adrien VI dans cette Rome du XVIe siècle.
Au cinéma, son personnage apparaît dans Carlos, rey emperador, une série espagnole de 2015, où il est interprété par Francesc Orella.